# Отроч
Отроч (пол. Otrocz) — село в Польщі, у гміні Хжанув Янівського повіту Люблінського воєводства. Населення — 568 осіб (2011).

## Історія

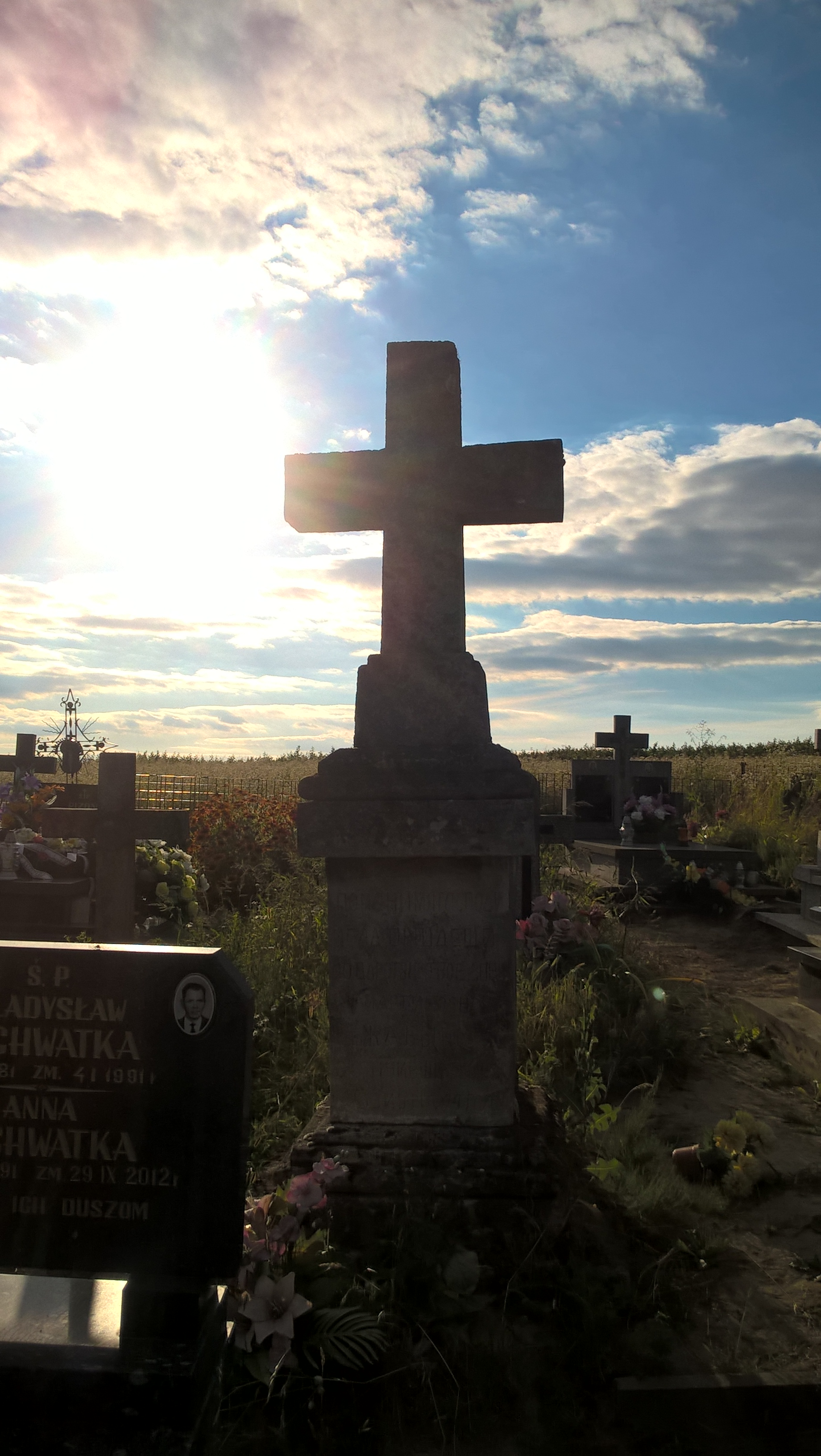
Православний надгробок на цвинтарі

1620 року вперше згадується церква східного обряду в селі.
За даними етнографічної експедиції 1869—1870 років під керівництвом Павла Чубинського, у селі переважно проживали греко-католики, які розмовляли українською мовою. 1872 року місцева греко-католицька парафія налічувала 1376 вірян. У 1872—1874 роках зведено нову греко-католицьку церкву. З 1875 року парафія діяла як православна.
У 1921 році село входило до складу гміни Хжанув Янівського повіту Люблінського воєводства Польської Республіки. За офіційним переписом населення Польщі 10 вересня 1921 року в селі налічувалося 158 будинків (з них 6 незаселених) та 940 мешканців, з них:
- 450 чоловіків та 490 жінок;
- 613 православних, 299 римо-католиків, 28 юдеїв;
- 309 українців, 343 поляки, 17 євреїв, 271 особа іншої національності.

У міжвоєнні 1918—1939 роки польська влада в рамках великої акції руйнування українських храмів на Холмщині і Підляшші перетворила місцеву православну церкву на римо-католицький костел.
Під час Другої світової війни, за німецької окупації, у селі діяла українська церква. У 1943 році в селі мешкало 936 українців та 287 поляків. У 1945 р. українців виселено в СРСР, тільки 6 родин перейшли на латинський обряд і залишились. Давній (греко-католицький) цвинтар зруйновано в 1960-х, на його місці в 1970 р. збудовано цегельню. У 2004-2009 роках на новому (поховання після 1875 р.) «православному» цвинтарі під керівництвом місцевого ксьондза позбивані восьмираменні (православні) хрести та надгробок священика Скробанського, які скидані в котлован і залиті бетоном під фундамент нового захристія костелу.
У 1975—1998 роках село належало до Тарнобжезького воєводства.

## Населення
Демографічна структура станом на 31 березня 2011 року:
|          | Загалом | Допрацездатний вік | Працездатний вік | Постпрацездатний вік |
| -------- | ------- | ------------------ | ---------------- | -------------------- |
| Чоловіки | 285     | 65                 | 181              | 39                   |
| Жінки    | 283     | 52                 | 135              | 96                   |
| Разом    | 568     | 117                | 316              | 135                  |

## Особистості

### Народилися
- Іван Врона (1887—1970) — український радянський мистецтвознавець, критик, художник, більшовицький партійний діяч.